# Miletus drucei
Miletus drucei är en fjärilsart som beskrevs av Semper 1889. Miletus drucei ingår i släktet Miletus och familjen juvelvingar. Inga underarter finns listade i Catalogue of Life.